# Syngagrella bistriata
Genre
Espèce
Syngagrella bistriata, unique représentant du genre Syngagrella, est une espèce d'opilions eupnois de la famille des Sclerosomatidae.

## Distribution
Cette espèce est endémique de Sulawesi en Indonésie.

## Description
Le mâle holotype mesure 4 mm.

## Publication originale
- Roewer, 1914 : « Die Opiliones der Sammlung der Herren Drs. Paul u. Fritz Sarasin auf Celebes in den Jahren 1893–1896. » Archiv für Naturgeschichte, sér. A, vol. 79, no 10, p. 70-96 (texte intégral).